# Echanella purpurea
Echanella purpurea là một loài bướm đêm trong họ Noctuidae.